# Emil Joseph Diemer

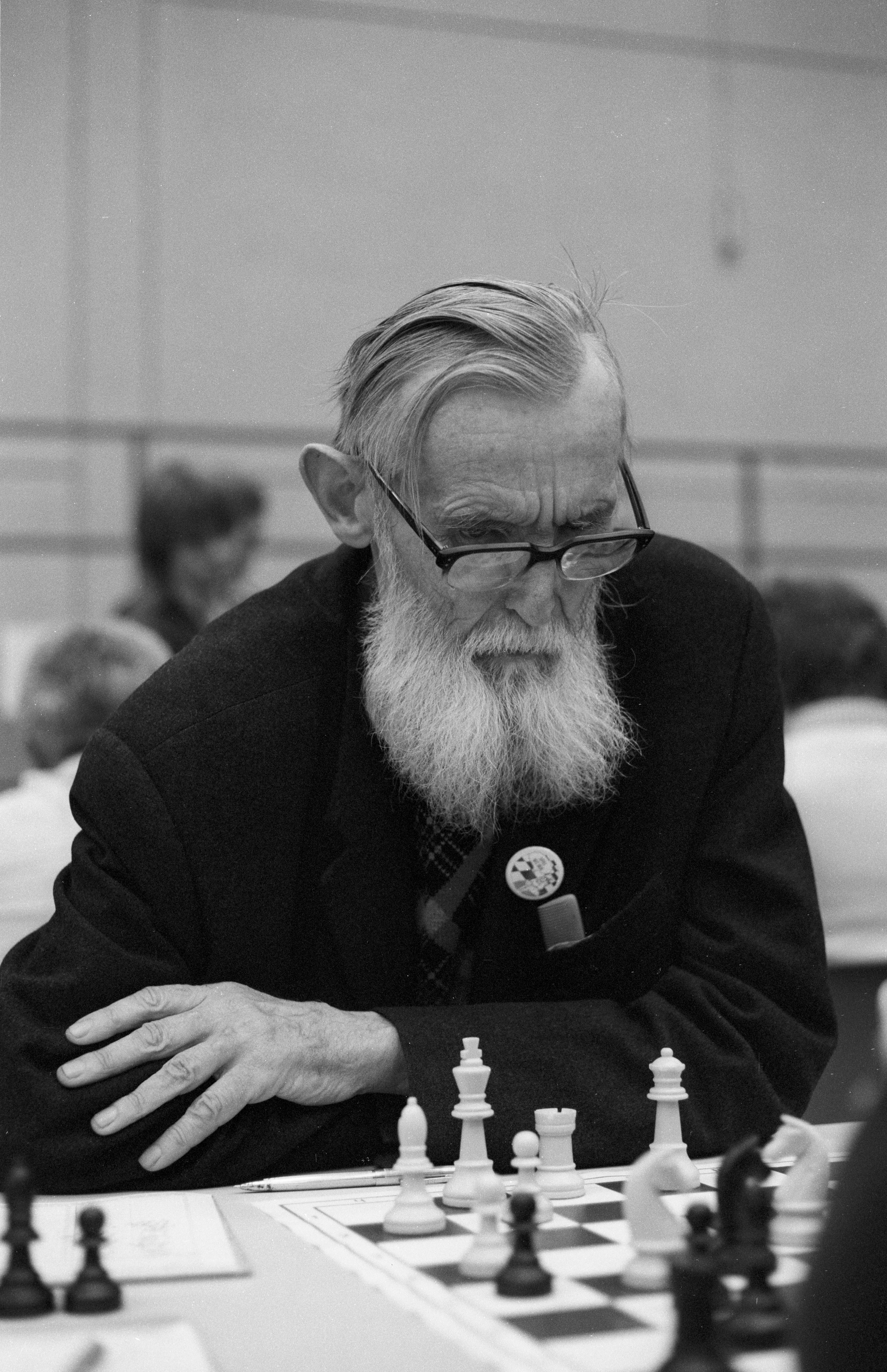
Emil Joseph Diemer

Emil Joseph Diemer (* 15. Mai 1908 in Radolfzell; † 10. Oktober 1990 in Fußbach/Gengenbach) war ein deutscher Schachspieler und -autor. Diemer schrieb seinen zweiten Vornamen häufig Josef.
Obwohl er hauptsächlich im süddeutschen Raum aktiv war und keine bedeutenden internationalen Turniere gewinnen konnte, erreichte er eine gewisse Popularität durch das von ihm unter der Devise „vom ersten Zug an auf Matt“ propagierte Blackmar-Diemer-Gambit. Er spielte auch Fernschach und berichtete 1950 über Das Fernschachtreffen in Kelheim an der Donau.

## Leben

### Kindheit und Jugend
Er war der Sohn des Postbeamten Emil Ludwig Otto Diemer und dessen Ehefrau Sophie. Er war ein kränkliches, aber wissbegieriges Kind. Das Schachspiel erlernte er im Alter von neun Jahren von einem Schulfreund im Gymnasialkonvikt in Rastatt. Im Januar 1926 verstarb die von ihm sehr geliebte Mutter. Nach dem Abitur, das er im Alter von 19 Jahren in Baden-Baden ablegte, absolvierte er eine Lehre als Buchhändler beim Verlag Herder in Freiburg im Breisgau. Anfang 1931 wurde er arbeitslos und beschloss, sich ganz dem Schach zu widmen.

### Erfolge als Schachspieler
Diemer gewann einige kleinere Turniere, so 1935 und 1936 das Nebenturnier (Major A) in Hastings. Er spielte für den Freiburger Schachverein im Finale der Deutschen Mannschaftsmeisterschaft 1950 in Berlin am dritten Brett. 1951 gewann er die oberschwäbische Meisterschaft und die 5. südbadische Meisterschaft, 1952 das Schweizer Nationalturnier, 1953 das badische Pokalturnier, zwei Turniere 1956 in den Niederlanden und 1957 in Zwolle.
In stärker besetzten Turnieren konnte er dagegen keine nennenswerten Erfolge erzielen. So wurde er bei einem doppelrundigen Viermeisterturnier in Brüssel 1936 mit 1,5 Punkten aus 6 Partien Letzter.

### Diemer als Autor und Journalist
Für den ungarischen Magyar Sakkvilág schrieb er mehrere Turnierbücher:
- Olympische Blitzsiege (über die inoffizielle Schacholympiade München 1936)
- Das internationale Schachmeisterturnier Ostende 1937
- 56-mal Weltmeisterschach (über das AVRO-Turnier 1938)

Bei diesen und anderen Turnieren (sowohl im Inland als auch im Ausland) war Diemer als Reporter anwesend und verfasste Berichte für Schachzeitschriften und von ihm redigierte Schachspalten in Tageszeitungen.

### Diemer und der Nationalsozialismus
Diemer trat zum 1. Oktober 1931 der NSDAP bei (Mitgliedsnummer 675.964). Aufgrund dieser Tatsache kam es zum Bruch mit seinem christlich-konservativ eingestellten Vater. Diemer verdiente seinen Lebensunterhalt bis 1945 überwiegend mit dem Vertrieb von NS-Schriften. Er meldete sich freiwillig zur Wehrmacht, wurde jedoch wegen „Untauglichkeit“ nicht angenommen. Antisemitisch äußerte er sich in einem 1943 in der Deutschen Schachzeitung veröffentlichten Aufsatz Schach – Kampf und Kunst, in dem er – ähnlich wie vor ihm Franz Gutmayer – das „lahme und feige jüdische Schach“ vom „deutschen Kampfschach“ abgrenzte. Seine Ausführungen gingen selbst Ehrhardt Post, dem Bundesgeschäftsführer des Großdeutschen Schachbundes, zu weit. Post befürchtete eine Rufschädigung im Ausland und kritisierte daher Diemers Ausführungen im März 1943 in den Deutschen Schachblättern. Die Diskussion endete, als 1943 alle deutschen Schachzeitschriften zur von Ludwig Rellstab geleiteten Deutschen Schachzeitung zusammengeführt wurden.

### Die Diemer-Affäre 1953
In der Nachkriegszeit erlebte Diemer schachlich gesehen seine erfolgreichste Zeit. Überschattet wurde dies jedoch durch die sogenannte „Diemer-Affäre“. In den Jahren 1952 und 1953 griff Diemer in Briefen, die er in seiner Funktion als Pressewart des Badischen Schachverbandes auf offiziellem Briefpapier verfasste, mehrere Funktionäre des Deutschen Schachbundes persönlich an. Insbesondere geriet er mit Alfred Brinckmann, der zu dieser Zeit Privatsekretär des DSB-Präsidenten Emil Dähne war, aneinander. Diemer warf Brinckmann (u. a.) dessen „Neigung zu engeren Kontakten zum gleichen Geschlecht“ und „großzügigen Umgang“ mit Geldern des Schachverbandes vor. Dies führte noch 1953 zu Diemers Ausschluss aus dem Deutschen Schachbund und am 5. Dezember 1953 auch zum Ausschluss aus dem Badischen Schachverband. Darum entfiel der Stichkampf mit Rudolf Kraus um die Teilnahme an der Gesamtdeutschen Meisterschaft in Leipzig, der im Anschluss an das Qualifikationsturnier in Varnhalt hätte stattfinden sollen. Infolge dieser Affäre trat 1953 der gesamte Vorstand des DSB (mit Ausnahme zweier Mitglieder) zurück, wodurch dieser formal nicht mehr handlungsfähig war. Diemer bezeichnete seinen Ausschluss als „Verbrechen“. Der Ausschluss aus dem DSB verhinderte nicht Diemers Teilnahme an internationalen Schachveranstaltungen. Im Oktober 1956 erreichte er den geteilten zweiten Platz in der Schweizer Schachmeisterschaft 1956 in Thun.

### Beschäftigung mit Esoterik
Nach dem Krieg wandte sich Diemer verstärkt esoterischen Themen zu, insbesondere der Numerologie, der Reinkarnationslehre, Biorhythmen und den Prophezeiungen des Nostradamus. Als Beispiel für seine eigenwilligen Auffassungen sei ein Leserbrief an den Spiegel genannt, in dem Diemer seine vorübergehende schachliche Gewinnsträhne auf die von ihm als „Wundermittel“ gepriesene „Energlut-Gehirn-Direktnahrung“ zurückführte – ein Produkt, über welches das Nachrichtenmagazin zuvor berichtet hatte.

### Letzte Jahre
Im Oktober 1964 wurde er in eine psychiatrische Klinik eingewiesen. Ab 1971 war er auf lokaler Ebene wieder schachlich aktiv. 1973 spielte er beim Rilton-Cup in Stockholm, kam aber nicht auf einen der vorderen Plätze. Dort beantwortete er in der Partie gegen den schwedischen Spieler Pär Hammargren 1. Sg1–f3 mit 1. … f7–f6. Obwohl er gewann, fanden sich kaum Nachahmer dieser exzentrischen Eröffnungsidee. Seine letzte Turnierpartie spielte Diemer im Jahre 1985. Im selben Jahr veröffentlichte die Europa-Rochade einen Aufsatz Diemers zum Blackmar-Diemer-Gambit, worin er unter anderem angab, als Schüler ein „außerordentlich schlechtes Gedächtnis gehabt“ zu haben. Nach Studiers Aussage hatte Diemer jedoch in manchen Bereichen ein „fotografisches Gedächtnis“.
1984 spielte Diemer in Nürnberg seine wohl berühmteste Partie; mit weißen Steinen spielte er gegen den deutschen Spieler Thomas Heiling in den ersten 17 Zügen der Partie ausschließlich mit seinen Bauern. Trotz einiger fragwürdiger Züge gewann Diemer die Partie.
Diemer starb am 10. Oktober 1990 morgens an seinem letzten Wohnort in Fußbach eines natürlichen Todes. Seitdem fand bis 2007 jährlich in dem Ort ein Blackmar-Diemer-Gambit-Thematurnier als Gedenkturnier für Diemer statt, bis es aus organisatorischen Gründen eingestellt wurde.

## Werke und Literatur
- E. J. Diemer: 56 Mal Weltmeisterschach. Magyar Sakkvilág, Kecskemét (Ungarn)
- Emil Josef Diemer: Das Moderne Blackmar-Diemer-Gambit, Band 1 4. Auflage. Heidelberg 1983.
- Georg Studier: Emil Joseph Diemer, ein Leben für das Schach im Spiegel seiner Zeit. Dresden 1996. ISBN 3-925691-18-9.
- Dany Sénéchaud: Emil Diemer (1908–1990), missionnaire des échecs acrobatiques. France, 3rd ed., 2003